# Passage de la Station-de-Ménilmontant
Le passage de la Station-de-Ménilmontant est une voie du 20e arrondissement de Paris, en France.

## Situation et accès
Le passage de la Station-de-Ménilmontant est situé dans le 20e arrondissement de Paris. Il débute au 79, rue de Ménilmontant et se termine au 12, rue de la Mare.

## Origine du nom
Il porte ce nom car il conduit à l'ancienne station de Ménilmontant du chemin de fer de Ceinture. 

## Historique

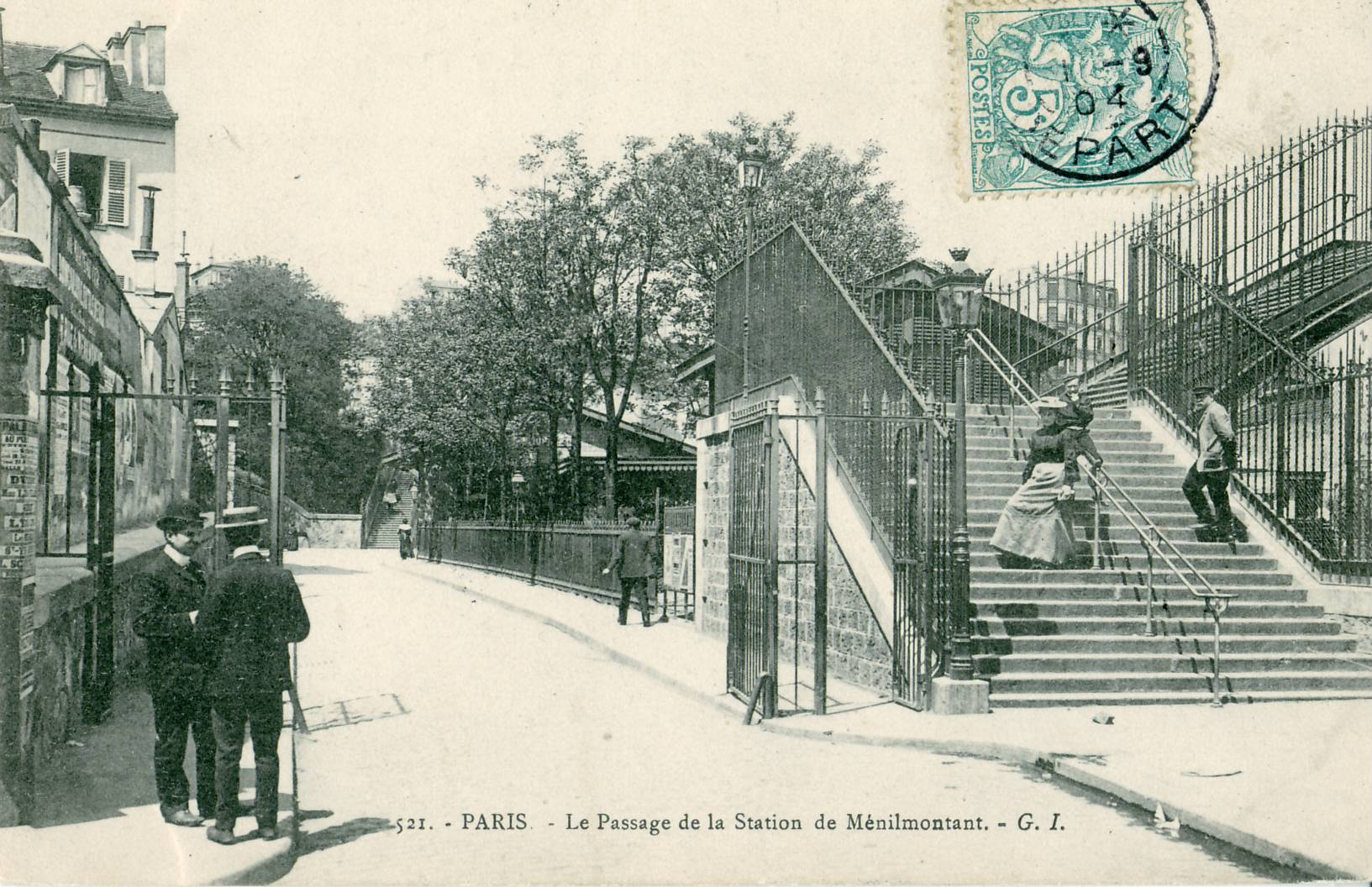
Le passage vers 1900. Cette section, entre la rue de la Mare et la rue des Couronnes a été détruite.

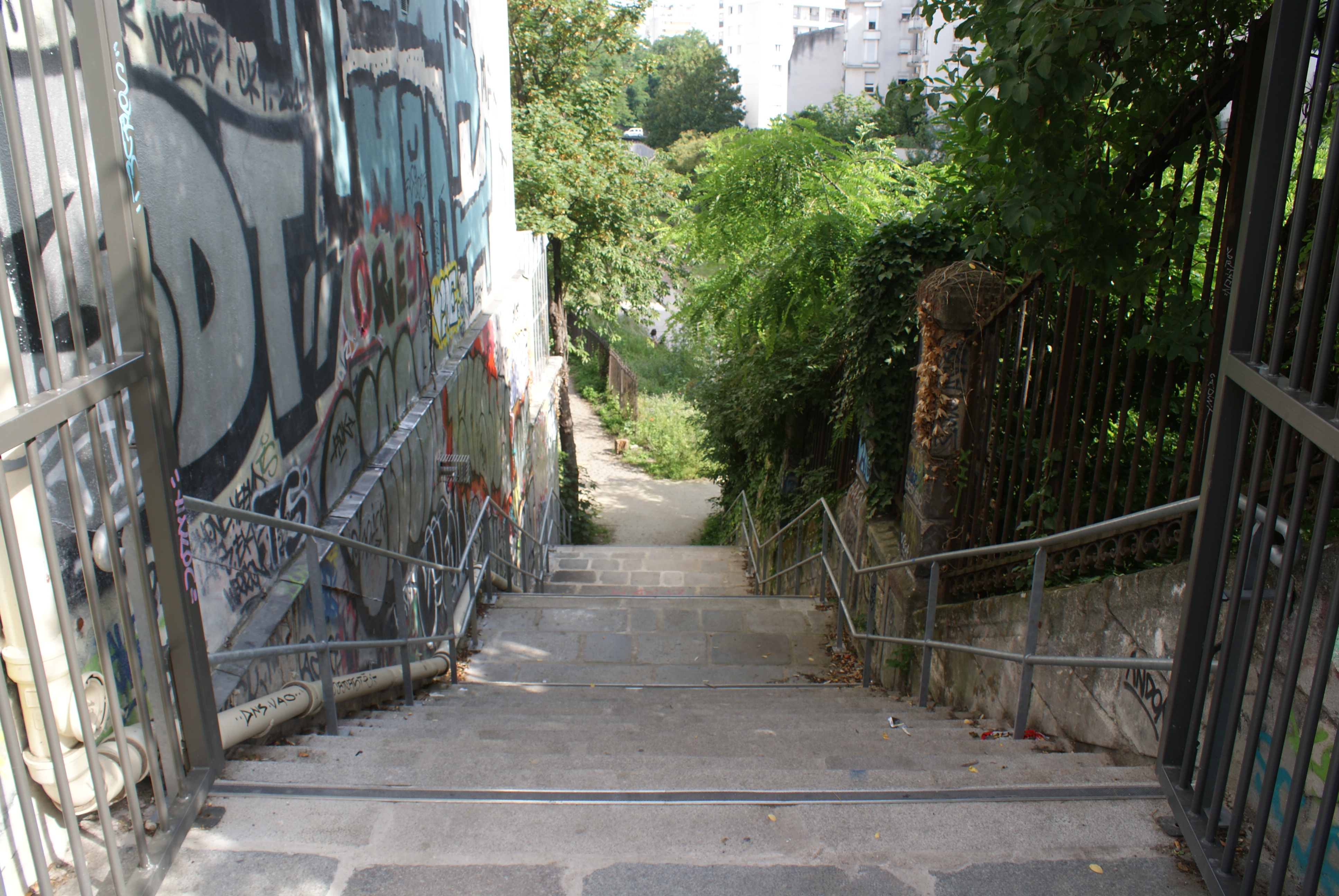
L'escalier rénové en 2019.

Le passage de la Station-de-Ménilmontant est créé le long de la tranchée de la gare de Ménilmontant, séparé du quai par une grille. Il relie ainsi la rue de Ménilmontant à la rue des Couronnes, au même niveau que les voies de la Petite Ceinture. Il est composé d'un escalier depuis la rue de Ménilmontant, puis d'une section plane, pavée, longeant le quai et croisant la rue de la Mare et sa passerelle puis le bâtiment voyageur de la gare avant un deuxième escalier débouchant sur la rue des Couronnes.
Il est fermé au public lors de la fermeture de la ligne de Petite Ceinture et abandonné. La section entre la rue de la Mare et la rue des Couronnes est détruite en même temps que le bâtiment voyageur de la gare pour faire place à un immeuble, dans les années 1970.
En 2019, la gare est réaménagée en un jardin/promenade, la Petite Ceinture du 20e. À cette occasion, la section subsistante du passage est aussi rénovée et rouverte au public.